# Plaza Iraola
La Plaza Iraola se encuentra ubicada en el barrio de Tolosa de la ciudad de La Plata, Provincia de Buenos Aires, República Argentina. Está ubicada entre las calles 1, 2, 530 y 531.
Esta plaza fue inaugurada al fundarse el pueblo de Tolosa en 1871, por Martín Iraola. Comprendía el único espacio verde de dicho lugar, el cual estaría rodeado de edificios públicos como iglesia, juzgados y escuela pública. En sus orígenes la plaza tenía el doble de superficie, pero fue dividida en dos al ser atravesada por las vías del ferrocarril; de la plaza original se desprendió la "Plaza del Cármen", sobre calles 115, 1, 530 y 531.

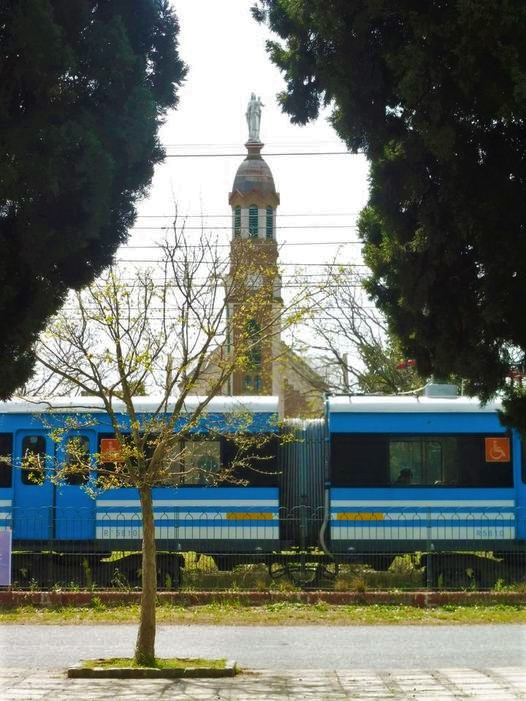
Imagen icónica de Tolosa, desde la plaza ubicada en 1 a 2 y 531 a 530, de un lado de la vía del tren, con vista de la Iglesia del otro lado. La imagen fue tomada por Agustín Vazzano a los efectos de ilustrar el artículo de Tolosa de Wikipedia

La ornamentación y diseño de la plaza fue hecha en 1921 por el director de Paseos y Jardines, el ingeniero Arturo Albarracín Sarmiento, para los festejos del 50° aniversario de fundación del pueblo.
En el centro de este espacio verde hay un busto de Martín Iraola, que es una réplica del que se encuentra en la Escuela N°79, y se colocó allí en 1921. Se puso sobre un pedestal de granito, un busto de yeso que luego sería recubierto en bronce.

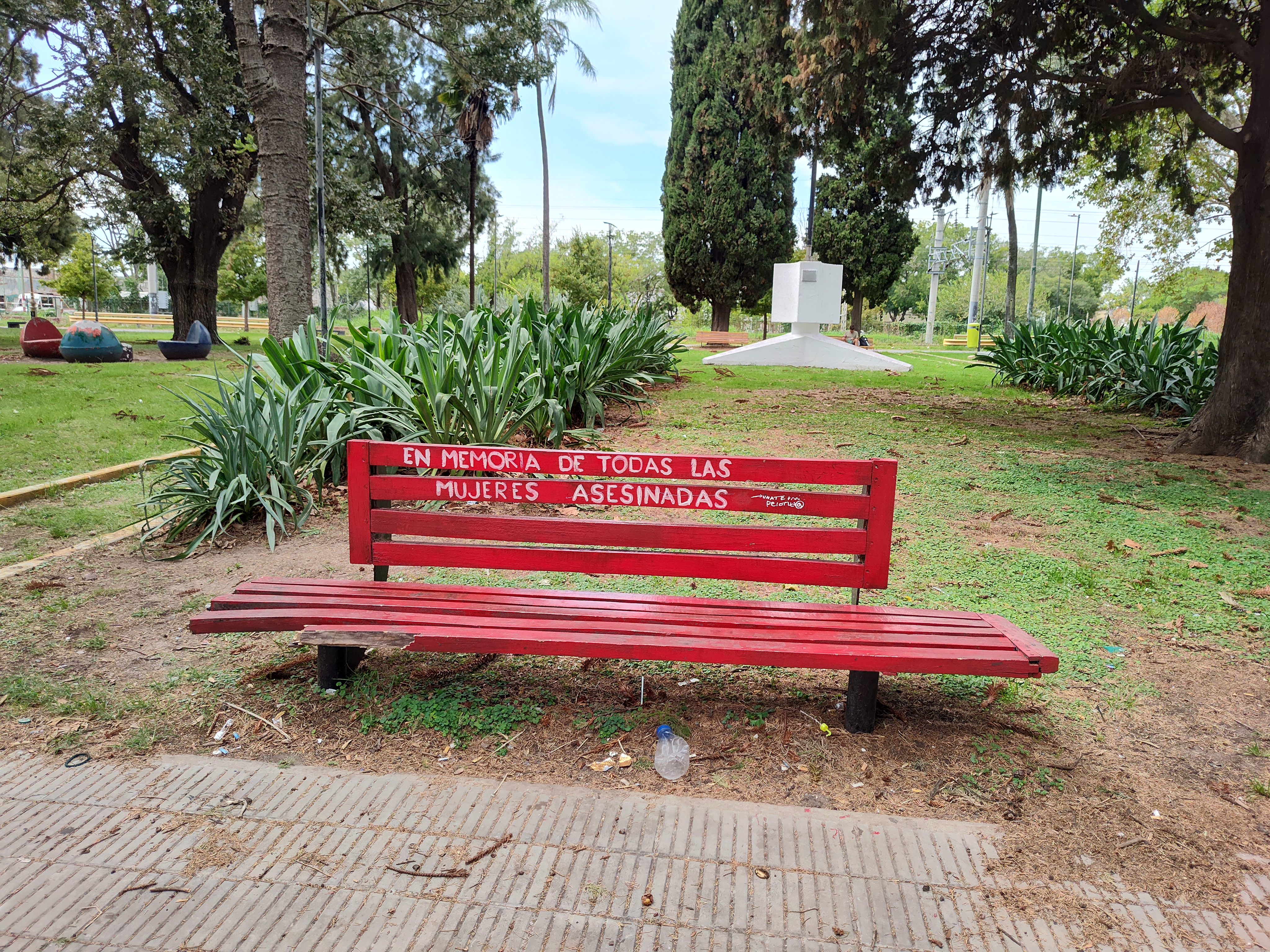
Banco rojo en contra de la violencia contra las mujeres en la Plaza Martín Iraola

## Enlaces relacionados
- Plazas de La Plata
- Tolosa